# Melvin (Illinois)
Melvin – wieś w Stanach Zjednoczonych, w stanie Illinois, w hrabstwie Ford.